# Metropolitan Center
El Metropolitan Center es un complejo de edificios, compuesto por tres rascacielos ubicado en la ciudad de San Pedro Garza García, dentro del área metropolitana de Monterrey, México, en la calle Lázaro Cárdenas 2000, Valle Oriente. El costo aproximado de todo el complejo, es de alrededor de 500 millones de dólares.
Los tres edificios son:
|   | Nombre                       | Altura | Plantas | Año de finalización |
| - | ---------------------------- | ------ | ------- | ------------------- |
| 1 | Hotel Safi Metropolitan      | 233 m  | 56      | 2020                |
| 2 | Metropolitan Center Torre II | 181 m  | 43      | 2017                |
| 3 | Metropolitan Center Torre I  | 126 m  | 31      | 2014                |

## Historia
El complejo comenzó empezó a diseñarse en el 2011, y empezó a construirse en el 2012 con la torre residencial más baja, que acabó en el año 2014. Ese mismo año empezó la segunda torre residencial, que finalizó en el 2017. Un año antes, en el 2016 comenzaría a construirse el Hotel Safi Metropolitan, que también destinaría su uso a oficinas. Este último edificio, el más alto, se finalizó en 2020.

## Galería

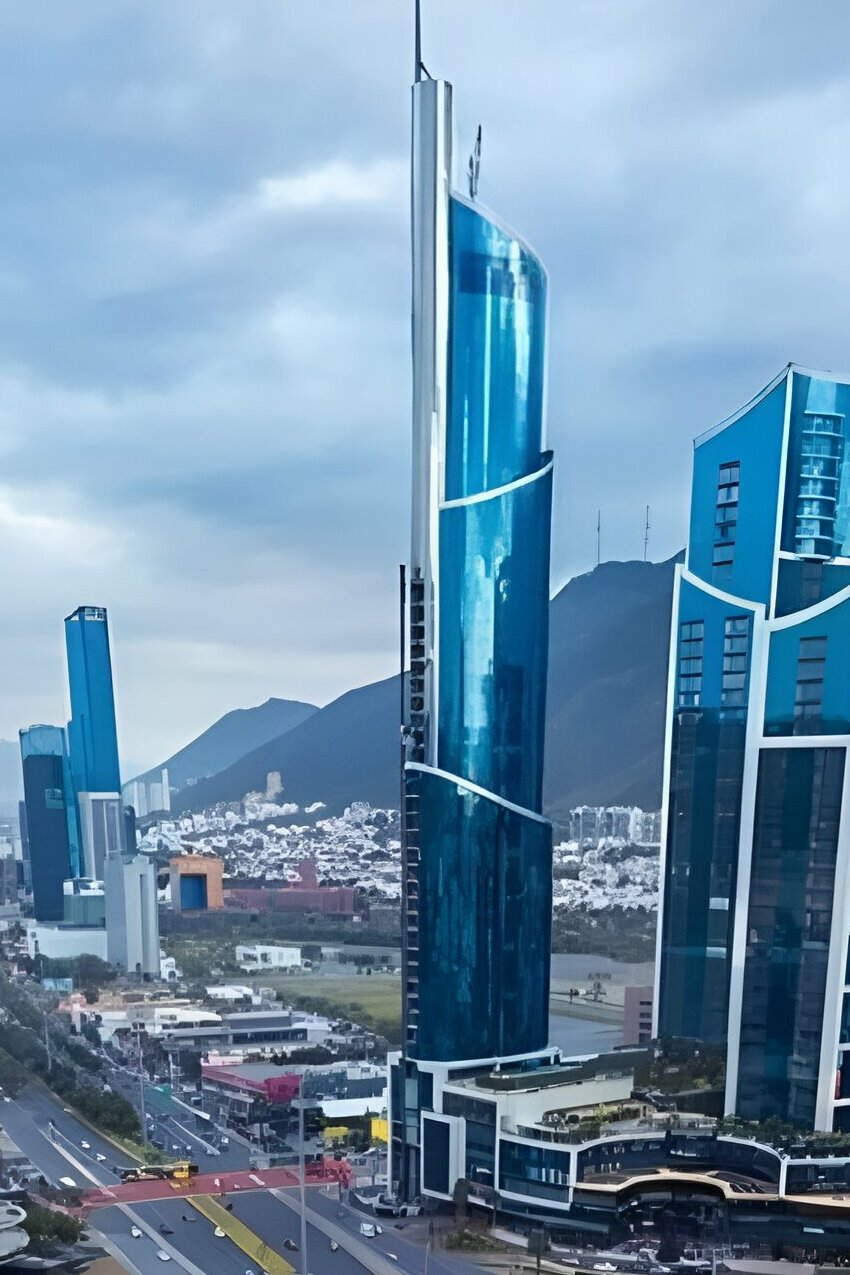
Dos de los tres edificios del complejo Metropolitan Center.
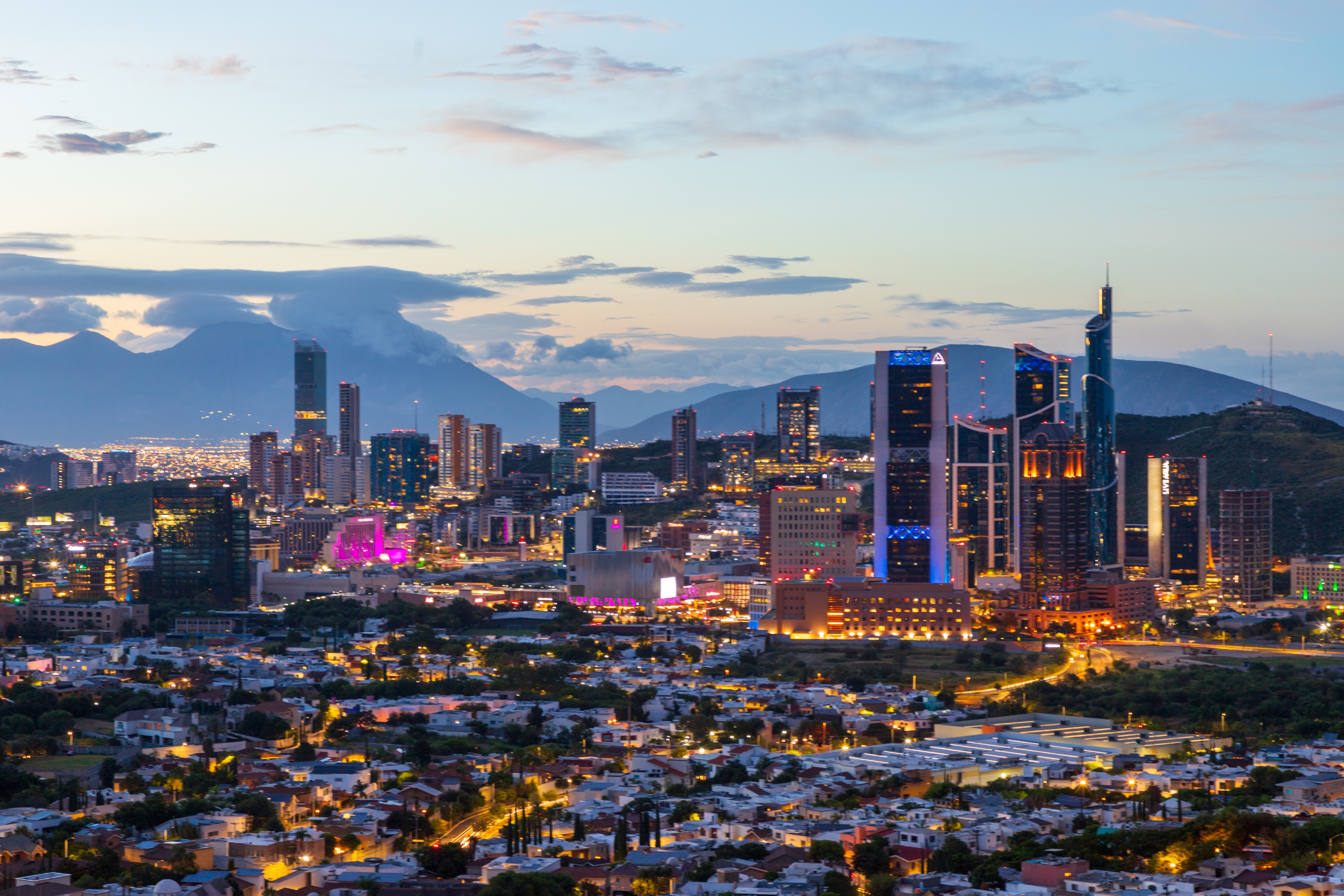
Panorama nocturno de San Pedro Garza García, con el complejo de los tres edificios del  Metropolitan Center destacados a la derecha de la imagen.